# Мілуань
Мілуань, Мілуані (рум. Miluani) — село у повіті Селаж в Румунії. Входить до складу комуни Хіда.
Село розташоване на відстані 357 км на північний захід від Бухареста, 28 км на південний схід від Залеу, 33 км на північний захід від Клуж-Напоки.

## Населення
За даними перепису населення 2002 року у селі проживали 112 осіб, усі — румуни. Усі жителі села рідною мовою назвали румунську.